# اختبار العرق
اختبار العرق (بالإنجليزية: sweat test)‏ هو وسيلة لقياس الصوديوم والكلور اللذين تُفرزهما الغدد العرقية، وغالبا ما يُجرى هذا الاختبار خيارا أولا للكشف عن التليف الكيسي، حيث يتم تحريض الغدة العرقية بواسطة دواء من أجل أن تفرز العرق، فيتم اختبار العرق الناتج عن هذا التحريض. هذا الاختبار موثوق ويعتمد عليه، ورغم أن الاختبار مفيد في أي عمر، ولكن عادة ما يجرى هذا الاختبار للرضع الذين تتراوح أعمارهم بين أسبوعين إلى سنة.